# Juvellöpare
Juvellöpare (Agonum sexpunctatum) är en skalbaggsart som först beskrevs av Carl von Linné 1758.  Juvellöpare ingår i släktet Agonum, och familjen jordlöpare. Arten är reproducerande i Sverige.

## Bildgalleri

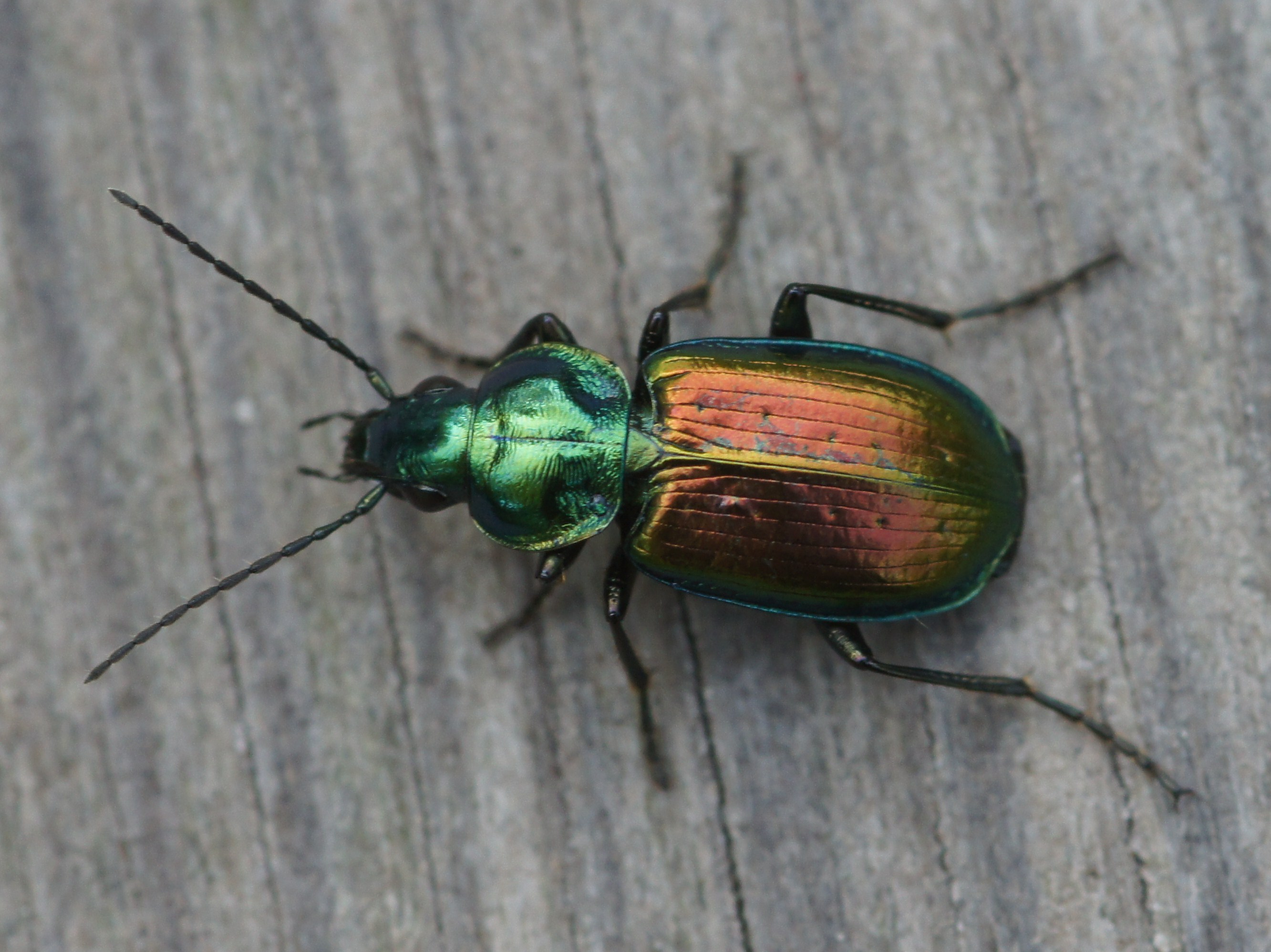
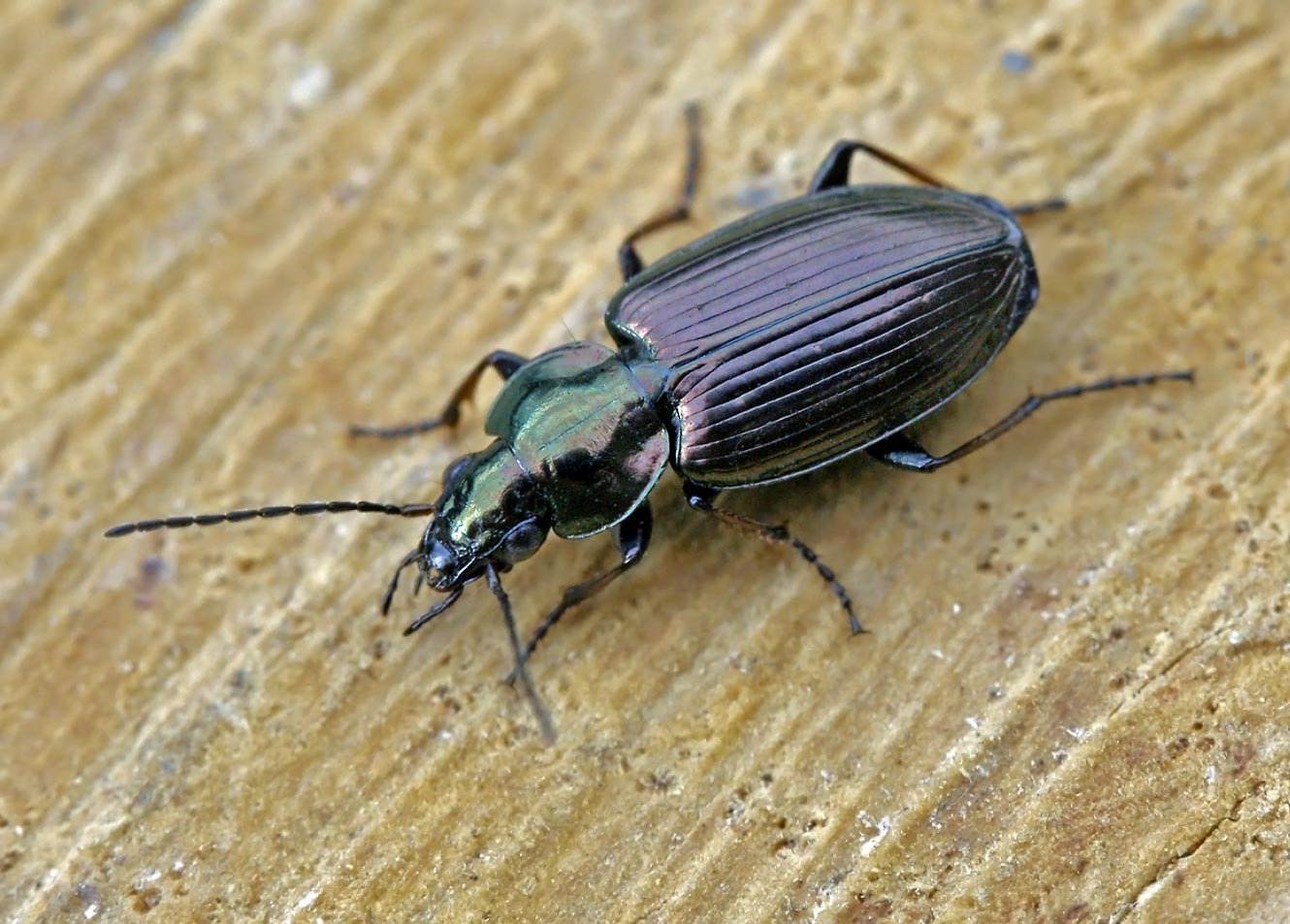
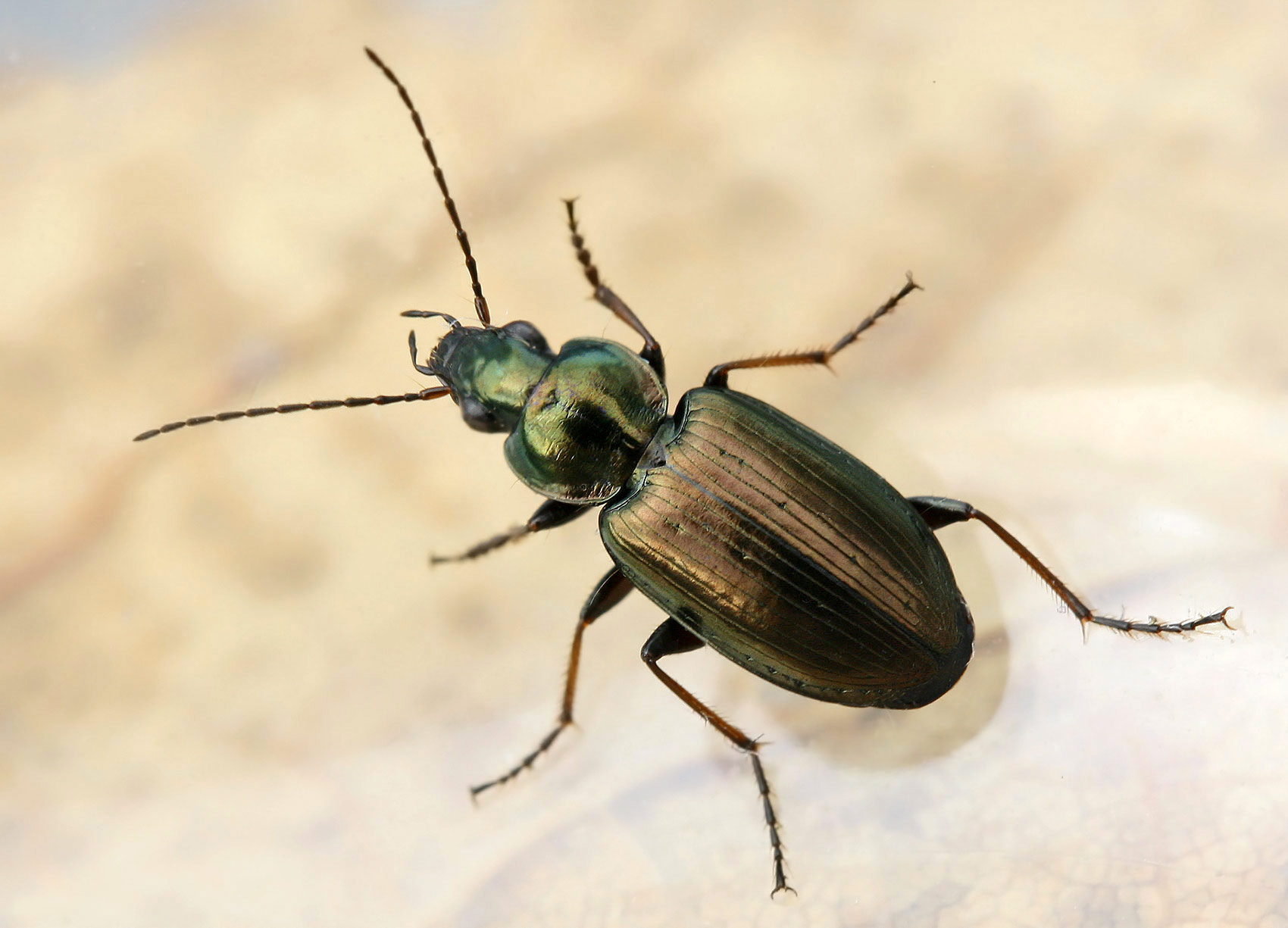
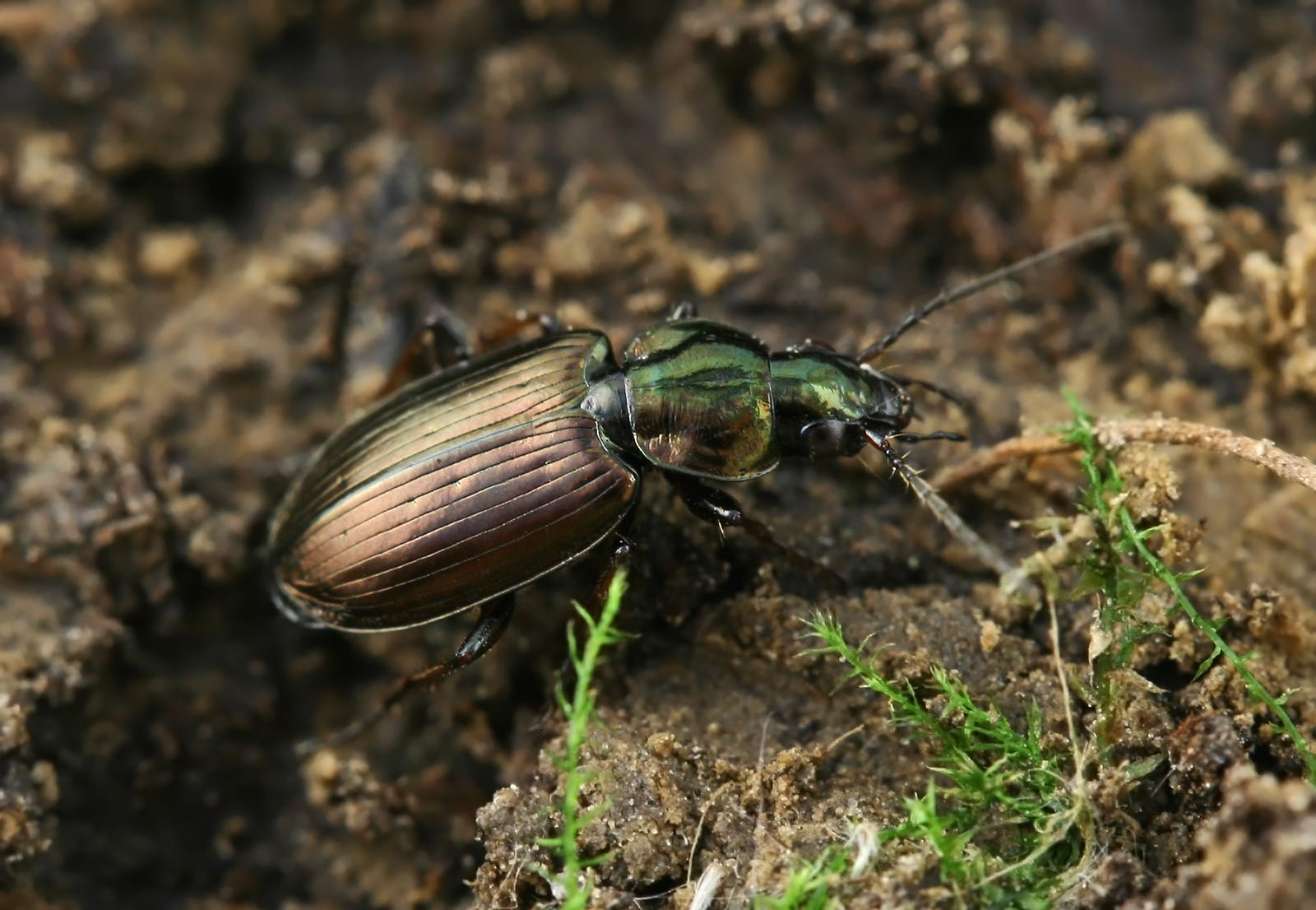